# Парня (Броварський район)
Парня́ —  хутір в Україні, Броварського району Київської області. 

## Історія
Засновниками Парні були жителі Семиполок. 
У купчій від 1683 р. значиться, що жителі Семиполок Федір Лошаченко та Роман Степаненко за 300 злотих продали київському полковнику Карповичу два водяних млини, що стояли на річці Парня в лісі під Соболівкою, з хатами і городами. Універсал гетьмана Івана Мазепи 1690 р. згадує Парню серед Літківської пущі. У 1897 р. в Парні було 12 хат, 66 жителів. Перед війною[уточнити] всіх жителів переселили в Нову Парню.

## Джерело
- Гузій Володимир. Золота очеретина: Броварщина. Історико-краєзнавчі нариси. – Броварі, 1997. [Архівовано 29 жовтня 2010 у Wayback Machine.]

| Україна | Це незавершена стаття з географії України. Ви можете допомогти проєкту, виправивши або дописавши її. |